# Vivita Cartier
Vivita Laner Cartier (Porto Alegre, 12 de abril de 1893 — Caxias do Sul, 21 de março de 1919) foi uma poetisa brasileira.
Neta de Rodolfo Félix Laner, um dos pioneiros da colonização de Caxias, nasceu em Porto Alegre, onde vivia sua mãe, e na adolescência compunha marchas para o grupo carnavalesco Os Venezianos. Em 1913 foi diagnosticada com tuberculose, então mudou-se para Caxias, radicando-se no distrito de Criúva, em busca de ares mais salubres. Por alguns anos residiu na sede urbana, onde declamava seus poemas em saraus. Faleceu muito jovem e publicou pouco, em jornais de Caxias e Porto Alegre e na revista Máscara, mas ganhou uma consistente reputação nos círculos literários por sua fina sensibilidade, e no seu obituário foi descrita como "uma das mais legítimas representantes da intelectualidade feminina rio-grandense".
Depois sua obra caiu na semi-obscuridade, mas nunca foi completamente esquecida. Seu túmulo estava sempre florido e recebia visitas de intelectuais, e nas décadas seguintes, com o trabalho de pesquisadores interessados em mapear e trazer à luz a atividade poética regional, sua produção começou a ser resgatada. Em 1969 a Universidade de Caxias do Sul, em outro esforço para recuperar sua memória, instituiu o Prêmio Vivita Cartier, em apenas uma única edição, prêmio recriado pela Prefeitura em 2012.  João Spadari Adami  incluiu uma nota biográfica na galeria de personalidades culturais do seu clássico História de Caxias do Sul, e em 2013 foi homenageada pela Biblioteca Pública de Caxias.
Segundo o jornalista Rodrigo Lopes, atualmente sua figura é uma das mais cultuadas no campo da literatura regional. Uma biografia foi escrita por Marcos Kirst, O Ocaso da Colombina - A Breve e Poética Vida de Vivita Cartier, lançada em 2019, no centenário de sua morte. É patrona da cadeira nº 11 da Academia Caxiense de Letras e da cadeira nº 21 da Academia Literária Feminina do Rio Grande do Sul.
Em 29 de abril de 2019, foi realizada a primeira peça teatral representando sua vida, inspirada no livro O Ocaso Da Colombina. A peça foi apresentada pela E.E.E.M. João Pilati em um evento promovido pela mesma. Contando com a presença do autor Marcos Kirst. 